# Podomyrma gracilis
Podomyrma gracilis är en myrart som beskrevs av Carlo Emery 1887. Podomyrma gracilis ingår i släktet Podomyrma och familjen myror.

## Underarter
Arten delas in i följande underarter:
- P. g. gracilis
- P. g. nugenti